# Parambia cedroalis
Parambia cedroalis là một loài bướm đêm trong họ Crambidae.